# Amphión és Zéthosz
Amphión és Zéthosz Thébai királyai a görög mitológiában. Zeusz és Antiopé ikerfiai, Thébai falainak építői a város alapításáról szóló két monda egyike szerint. Történetük nagyban hasonlít Romulus és Remus mítoszára.
Anyjuk, Antiopé elmenekült Sziküónba, miután Zeusz megerőszakolta, és hozzáment az ottani királyhoz, Epópeuszhoz. Lükosz, vagy fivére, Nükteosz azonban megtámadta Sziküónt, hogy visszahurcolja Antiopét, aki a visszaúton szülte meg ikreit és kénytelen volt kitenni őket a Kithairón hegyére. Lükosz odaadta Antiopét a feleségének, Dirkének, aki kegyetlenül bánt vele.

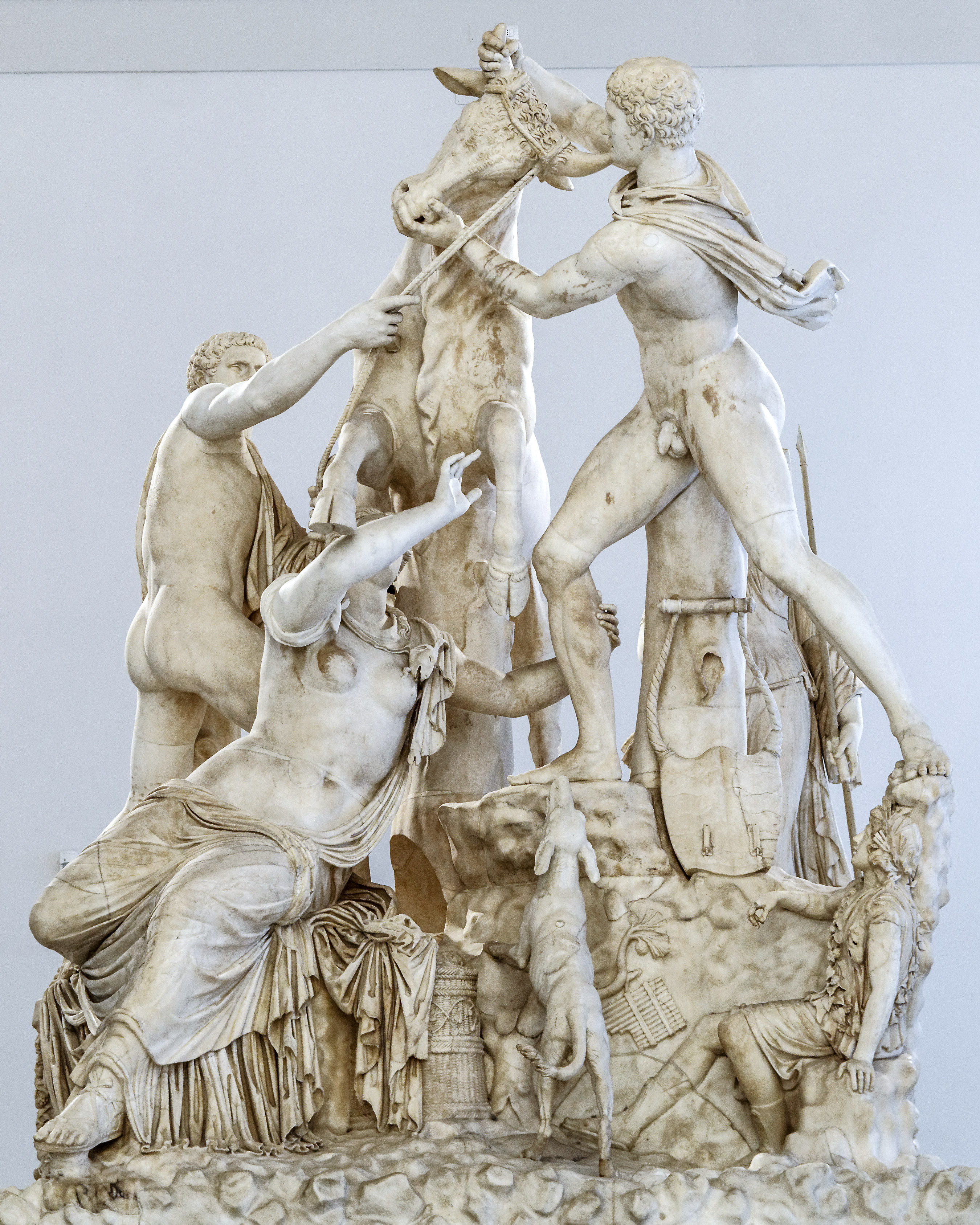
Dirké halála, a Farnese-bika szoborcsoportot két rodoszi szobrász, Trallészi Apollóniosz és Tauriszkosz készítette

A testvérek valódi származásukat nem sejtve pásztorok közt nőttek fel. Amphión zenész és énekes lett, miután Hermész megtanította zenélni és arany lírát adott neki. Zéthosz vadász és pásztor lett. Antiopé, miután elmenekült, megtalálta őket, a fiúk azonban majdnem megölték Dirké parancsára. Mikor azonban megtudták anyjuktól születésük titkát, Dirkét egy bika szarvára kötözve végezték ki, majd sereget gyűjtöttek, és elfoglalták Thébait. Megölték Lükoszt, aki a kiskorú Laiosz helyett uralkodott. Így ők lettek Thébai királyai. Ők építették a falat Thébai fellegvára, a Kadmea körül; míg Zéthosz nagy nehezen odacipelte a köveket, Amphiónt maguktól követték lírajátéka hallatán és maguktól siklottak a helyükre.
Amphión Niobét vette feleségül, Tantalosz lüd király lányát; emiatt megtanult lüdiai módon zenélni és három új húrt adott lírájához. Mikor Niobé megsértette Létó istennőt, akinek gyermekei, Apollón és Artemisz megölték Niobé és Amphión hét fiát és hét lányát, Amphión is meghalt; Ovidius „Átváltozások” című műve szerint kardjába dőlt, amikor hét fia holtan hevert előtte, Telesilla szerint őt is Apollón és Artemisz ölte meg, Hyginus szerint pedig a fájdalomtól megőrült és megtámadta Apollón templomát, amiért az isten lenyilazta. Niobé fájdalmában kővé változott.
Zéthosz Thébét vette feleségül, akiről a város a nevét kapta. Egy fiuk született, aki anyja hibájából meghalt, amiért Zéthosz öngyilkos lett. Az Odüsszeia 19. könyvében Zéthosz feleségét Pandareósz lányának nevezik, itt, miután őrült rohamában megölte fiát, Itüloszt, pacsirtává változik.
Amphión és Zéthosz halála után Laiosz visszatért Thébába és ő lett a király.
A magára hagyott ikerpár motívuma más ókori mondákban is felbukkan: (Peliasz és Néleusz, Romulus és Remus stb.) Egy hatalmas hellenisztikus szoborcsoport, a Farnese-bika azt a jelenetet ábrázolja, amikor Amphión és Zéthosz Dirkét a bika szarvára kötözik. A thébai fal építéséről az újkorban Giovanni Battista Tiepolo festett képet.